# Jarčja Dolina
Jarčja Dolina – wieś w Słowenii, w regionie Gorenjskim, w gminie Žiri. 1 stycznia 2017 liczyła 65 mieszkańców.